# 肯維爾 (肯塔基州)
肯維爾（英語：Kenvir）是位於美國肯塔基州哈倫縣的一個人口普查指定地區。

## 人口
根據2020年美國人口普查的數據，肯維爾的面積為0.76平方千米，當中陸地面積為0.76平方千米，而水域面積為0.00平方千米。當地共有人口204人，而人口密度為每平方千米268.42人。